# Messter Film
Messter Film — германская кинокомпания эпохи немого кино.
Основана в конце 1890-х гг. одним из пионеров немецкой киноиндустрии Оскаром Месстером, уже владевшим на тот момент сетью кинотеатров. Ему удалось добиться значительного успеха на рынке кинопродукции, отчасти, и по причине ограничений, налагавшихся в Германии на иностранные фильмы в годы Первой мировой войны.
Компания выпускала не только собственную кинохронику («Messter-Woche»), но также и внесла вклад в развитие художественных фильмов, постепенно отходя от их короткометражного формата, бывшего типичным для тех лет.
Так в 1910 году Ада фон Мальтцан опубликовала роман «Герда Геровиус», а с 1912 по 1913 год она написала сценарий одноименного немецкого немого фильма, снятого берлинской компанией «Messter Film». Вполне невинный по нынешним временам фильм, в котором снялась актриса Эльза Бассерманн и был снят режиссёром Хансом Оберлендером, был настолько зацепил цензуру, что постановлением полиции в Берлине и Мюнхене, в соответствии с местными пуританскими законами, он был разрешён к показу только для взрослым.
В 1917 году «Messter Film» стала частью студии «Universum Film AG» (UFA), конгломерата, в который вошли многие другие ведущие немецкие кинокомпании.